# Pheidole ghigii
Pheidole ghigii är en myrart som beskrevs av Carlo Emery 1900. Pheidole ghigii ingår i släktet Pheidole och familjen myror. Inga underarter finns listade i Catalogue of Life.